# Charaxes amelina
Charaxes amelina är en fjärilsart som beskrevs av James John Joicey och Talbot 1925. Charaxes amelina ingår i släktet Charaxes och familjen praktfjärilar. Inga underarter finns listade i Catalogue of Life.